# Bobby Moynihan
Robert Michael "Bobby" Moynihan Jr., född 31 januari 1977 i Eastchester, New York, är en amerikansk komiker, skådespelare, röstskådespelare och författare.
Moynihan blev känd när han var en del av den fasta skådespelarensemblen i Saturday Night Live mellan 2008 och 2017. Där gjorde han parodier på bland annat Jason Alexander, Nicole "Snooki" Polizzi och Susan Boyle. Moynihan har även haft roller i filmer som Mystery Team (2009), The Invention of Lying (2009) och When in Rome (2010).

## Filmografi i urval
- 2008–2017 – Saturday Night Live (TV-serie)
- 2009 – Mystery Team
- 2009 – The Invention of Lying
- 2010 – When in Rome
- 2013 – Monsters University (röst)
- 2014–2019 – Bara björnar (TV-serie) (röst)
- 2015 – Insidan ut (röst)
- 2015 – Ted 2
- 2015 – Sisters
- 2016 – Husdjurens hemliga liv (röst)
- 2017–2021 – DuckTales (TV-serie) (röst)
- 2020–2021 – Mr. Mayor (TV-serie)
- 2025 – Fixed (röst)
- 2026 – Operation bäver (röst)